# Cyathea intermedia
Cyathea intermedia là một loài thực vật có mạch trong họ Cyatheaceae. Loài này được (Mett.) Copel. mô tả khoa học đầu tiên năm 1929.